# St. Peter (Altheim bei Landshut)

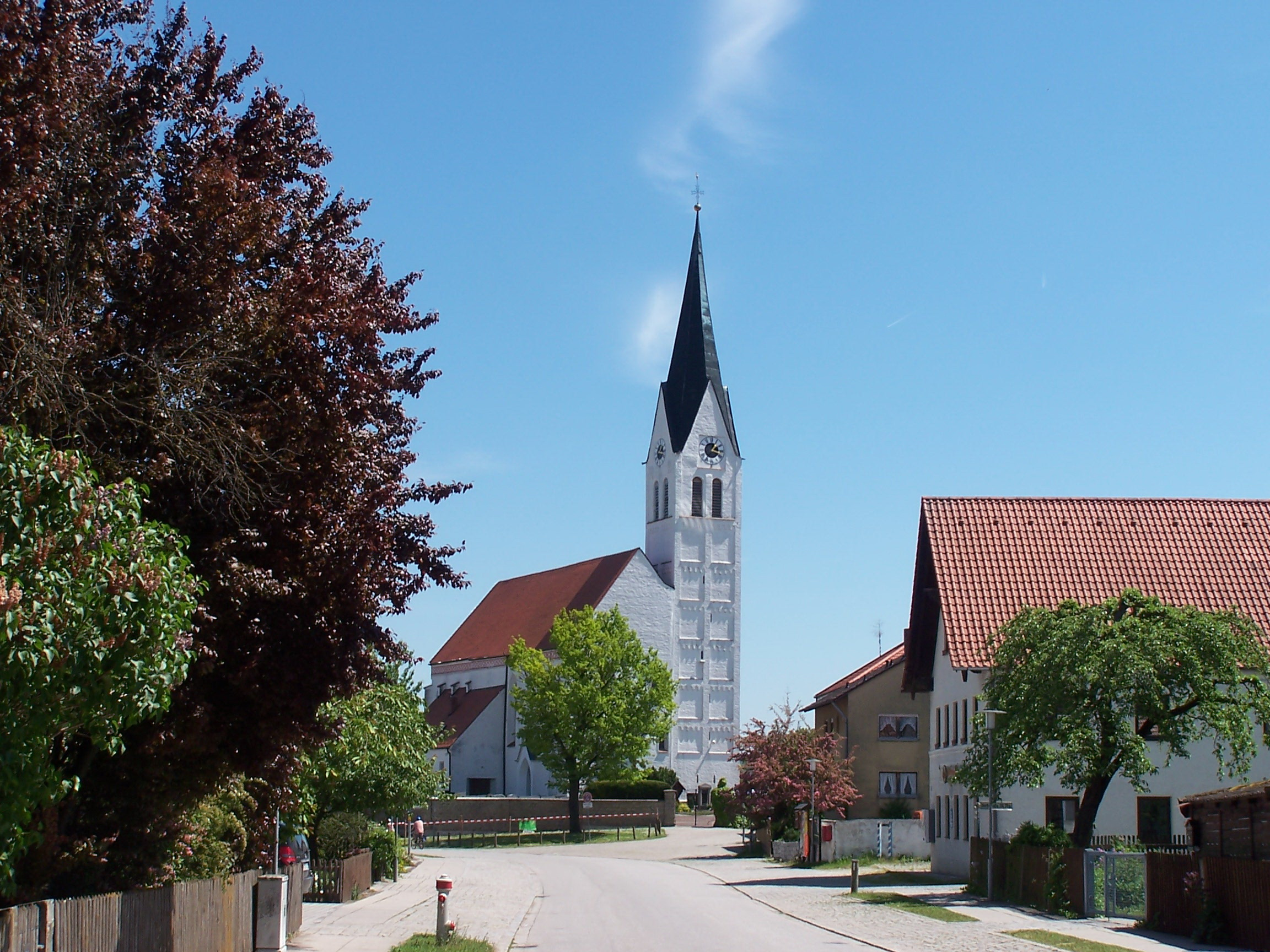
Außenansicht der Pfarrkirche St. Peter

Die römisch-katholische Pfarrkirche St. Peter (auch Peterskirche) in Altheim, einem Ortsteil des Marktes Essenbach im niederbayerischen Landkreis Landshut, ist eine spätgotische Saalkirche, die wahrscheinlich von einem Vertreter der Landshuter Bauhütte errichtet wurde. Im Kern geht sie auf einen romanischen Vorgängerbau zurück. Die Pfarrei Altheim ist eine Urpfarrei der Diözese Regensburg, da sie bereits 9. Jahrhundert nach Christus nachweisbar ist. Aus historischen Gründen besitzt der kleine Ort an der Bundesstraße 15 noch ein zweites Gotteshaus, die Andreaskirche.

## Geschichte

### Pfarrgeschichte
Die Pfarrei Altheim ist eine sogenannte Urpfarrei. Bereits bei der ersten urkundlichen Erwähnung im Jahr 883 gab es in dem Ort mindestens eine Kirche, wahrscheinlich eine Pfarrkirche. Um das Jahr 1000 erforderte die kuriose Situation, dass Altheim (wie auch die benachbarten Orte Ergolding und Altdorf) genau auf der Bistumsgrenze lag, zwei Pfarrkirchen in dem Ort: die Andreaskirche im Bistum Regensburg und die Peterskirche im Bistum Freising. Erst mit der Verlegung der Bistumsgrenze an die Isar im Jahr 1157 hatte dieser Zustand ein Ende und die Peterskirche wurde – nunmehr zum Bistum Regensburg gehörend – zur alleinigen Pfarrkirche erhoben.
Die Pfarrei Altheim war einst Sitz eines Dekanates; darauf weist noch heute die Bezeichnung Dekanat Landshut-Altheim hin, wobei der Sitz längst nach Landshut verlegt wurde. Auch umfasste die einstige Großpfarrei Altheim beinahe das Gebiet der heutigen Marktgemeinde Essenbach mit Ausnahme von Mettenbach. Im Jahr 1813 umfasste die Pfarrgemeinde 2012 Seelen, im Jahr 1906 waren es bereits über 4000 Pfarrangehörige und etwa eineinhalb Dutzend Filialkirchen. 1922 wurde die Filiale Essenbach zur eigenständigen Pfarrei erhoben, 1962 die Expositur Mirskofen und 1964 entstand nach dem Neubau der Kirche St. Erhard die Pfarrei Ahrain.

### Baugeschichte
Der heutige Kirchenbau geht im Kern auf eine romanische Kirche des 12. oder 13. Jahrhunderts zurück. Dabei lässt sich aus dem Vorhandensein von Stoßfugen und der verschiedenen Backsteinmaße schließen, dass der Turm etwas später als das Langhaus entstanden ist.
Durch eine großzügige Spende der Landshuter Herzöge konnte Mitte des 15. Jahrhunderts die romanische Kirche ausgebaut werden. Stilistische Merkmale weisen auf einen Baumeister aus den Reihen der Landshuter Bauhütte hin, deren bekanntestes Bauwerk die Landshuter Martinskirche ist. Das romanische Kirchenschiff wurde um etwa die Hälfte erhöht und um die Tiefe der Empore nach Westen verlängert. Außerdem wurden der Turm erhöht und ein neues Altarhaus angebaut. Am westlichen Schlussstein des Chorgewölbes weist die Jahreszahl 1456 auf das Datum der Fertigstellung hin. Am Chorgewölbe finden sich außerdem die Wappen von Herzog Ludwig dem Reichen, seiner Mutter Margarete von Österreich und seiner Gattin Amalia von Sachsen, die als Stifter bzw. Förderer des Ausbaus wirkten.
Baureparaturen wurden in den Jahren 1777 bzw. 1780 von den Landshuter Stadtmaurermeistern Konrad Aloys Schaffner bzw. Thaddäus Leuthner ausgeführt. Seinen Spitzhelm erhielt der Kirchturm erst im 19. Jahrhundert; zur damaligen Zeit entstanden auch die Anbauten westlich der Sakristei, das Nordportal und beinahe die gesamte Kirchenausstattung.
Im Jahr 2010 erfolgte eine Außenrenovierung, 2013 eine Innenrenovierung. Dabei erhielt die Kirche einen neuen Volksaltar und einen neuen Ambo von dem Bildhauer Robert M. Weber aus Grafing bei München.

## Architektur

### Außenbau
Die Pfarrkirche St. Peter ist eine spätgotische Saalkirche, wobei die Langhausmauern und der Turmunterbau im Kern romanisch sind. Das Langhaus umfasst fünf Joche. Der nicht eingezogene Chor umfasst zwei Joche und ist in fünf Achteckseiten geschlossen, auf der Nordseite die zweijochige Sakristei angebaut. Daran schließen sich – angrenzend an die Nordseite des Langhauses – Kapellenanbauten an. Im Südwesten, also im rückwärtigen Bereich des Langhauses, ist der zur Hälfte einspringende achtgeschossige Turm angebaut, der sich über quadratischem Grundriss erhebt. Er wird von noch aus romanischer Zeit erhaltenen Rundbogenfriesen belebt. Im Zuge der Regotisierung im 19. Jahrhundert wurde der Turm erhöht, wobei die zugesetzten, alten Schallöffnungen im siebten Geschoss noch immer erkennbar sind. Aus vier Dreiecksgiebeln entspringt der weithin sichtbare Spitzhelm. Im Winkel zwischen Langhaus und Chor, also auf der Südseite des Kirchenschiffs, ist eine Vorhalle angebaut. Das Nordportal besitzt lediglich eine kleine Verdachung mit Dreiecksgiebel.
Der vollständig verputzte Backsteinbau wird von spitzbogigen Fenster- und Türöffnungen gegliedert; auch die Öffnung der Vorhalle nach Süden hin ist spitzbogig ausgeführt. Der gesamte Bau mit Ausnahme des älteren Langhausteils ist auf einem Sockel gegründet. An der Ostseite des Turmes und an der Westseite der Chorbogenmauer sind die vorkragenden Auflager des älteren Daches erhalten, das beträchtlich tiefer lag. Das Äußere des Altarhauses wird ferner durch zweimal abgesetzte Strebepfeiler gegliedert, deren mittlerer Absatz übereck gestellt ist. An Chor und Langhaus ist außerdem ein umlaufender Dachfries zu finden, der als typisch für die Landshuter Bauhütte des 15. Jahrhunderts gilt.

### Innenraum

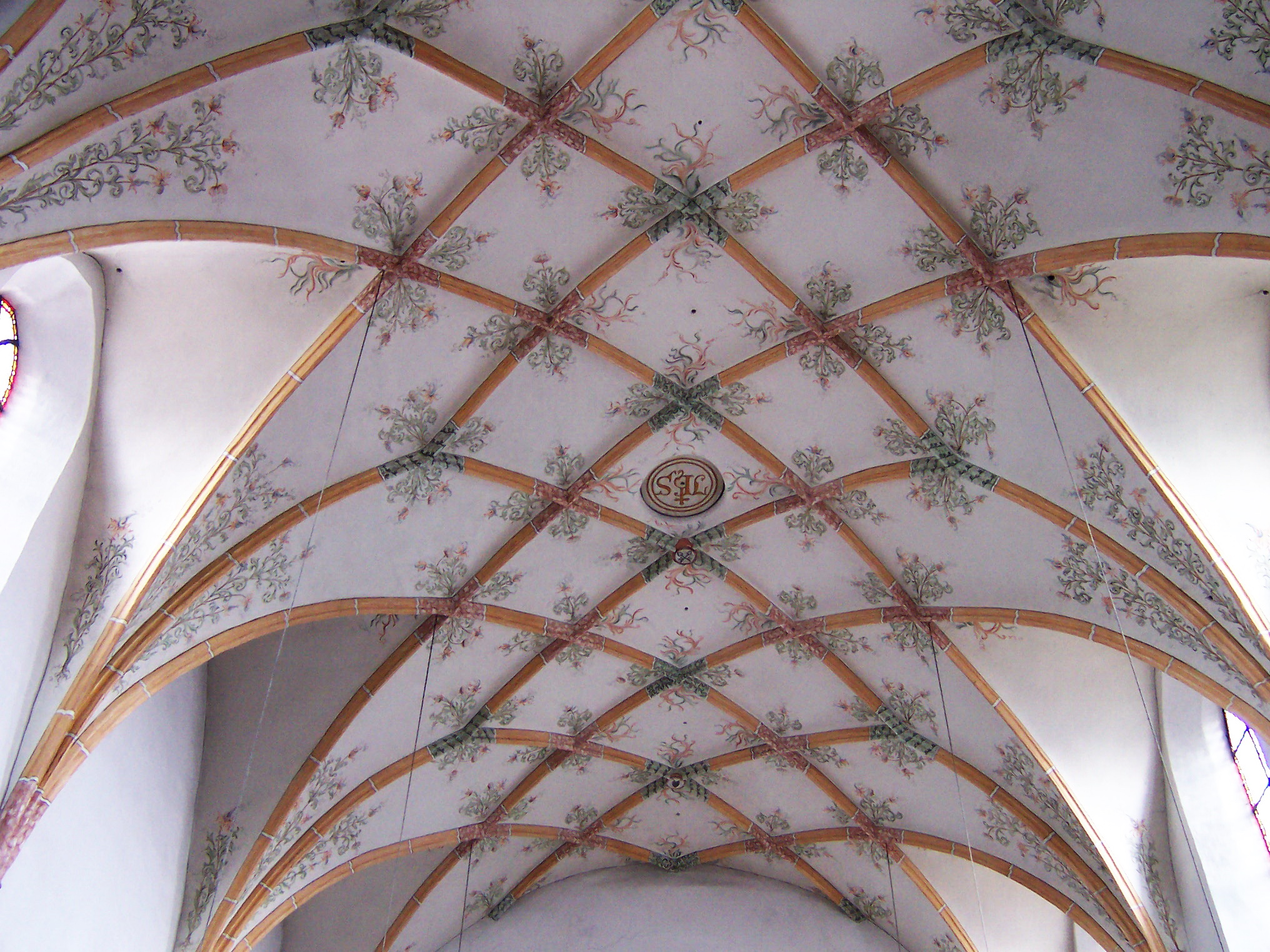
Gotisches Netzgewölbe im Langhaus

Das fünfjochige Kirchenschiff wird von einem Netzgewölbe überspannt, dessen birnstabförmige Rippen aus profilierten halben Achteckskonsolen entspringen und auf zwei runde Schlusssteine zulaufen. Unter der Doppelempore, die das rückwärtige Langhausjoch überspannt, ist ein Kreuzrippengewölbe eingezogen. Ein solches lässt sich auch in der Vorhalle feststellen. Der hohe, spitze Chorbogen ist auf beiden Seiten gefast. Im Chorraum befindet sich ein sternförmiges Rippengewölbe, dessen gekehlte Rippen aus Kopfkonsolen an rechteckig gefasten Pilastern entspringen. Das Gewölbe wird von ebensolchen spitzen Schildbögen gegliedert. Die Gewölberippen laufen auf zwei Schlusssteine zu. Dabei trägt der größere, östliche Schlussstein ein bemaltes Brustrelief des Kirchenpatrons St. Petrus, der kleinere, westliche die Jahreszahl der Errichtung (1456). Das Netzgewölbe in der Sakristei, das aus Konsolen wie im Langhaus entspringt und Rippenquerschnitte wie im Chor besitzt, weist eine rechteckige Konfiguration auf. Die Schlusssteine tragen spitze Wappenschilde.

## Ausstattung

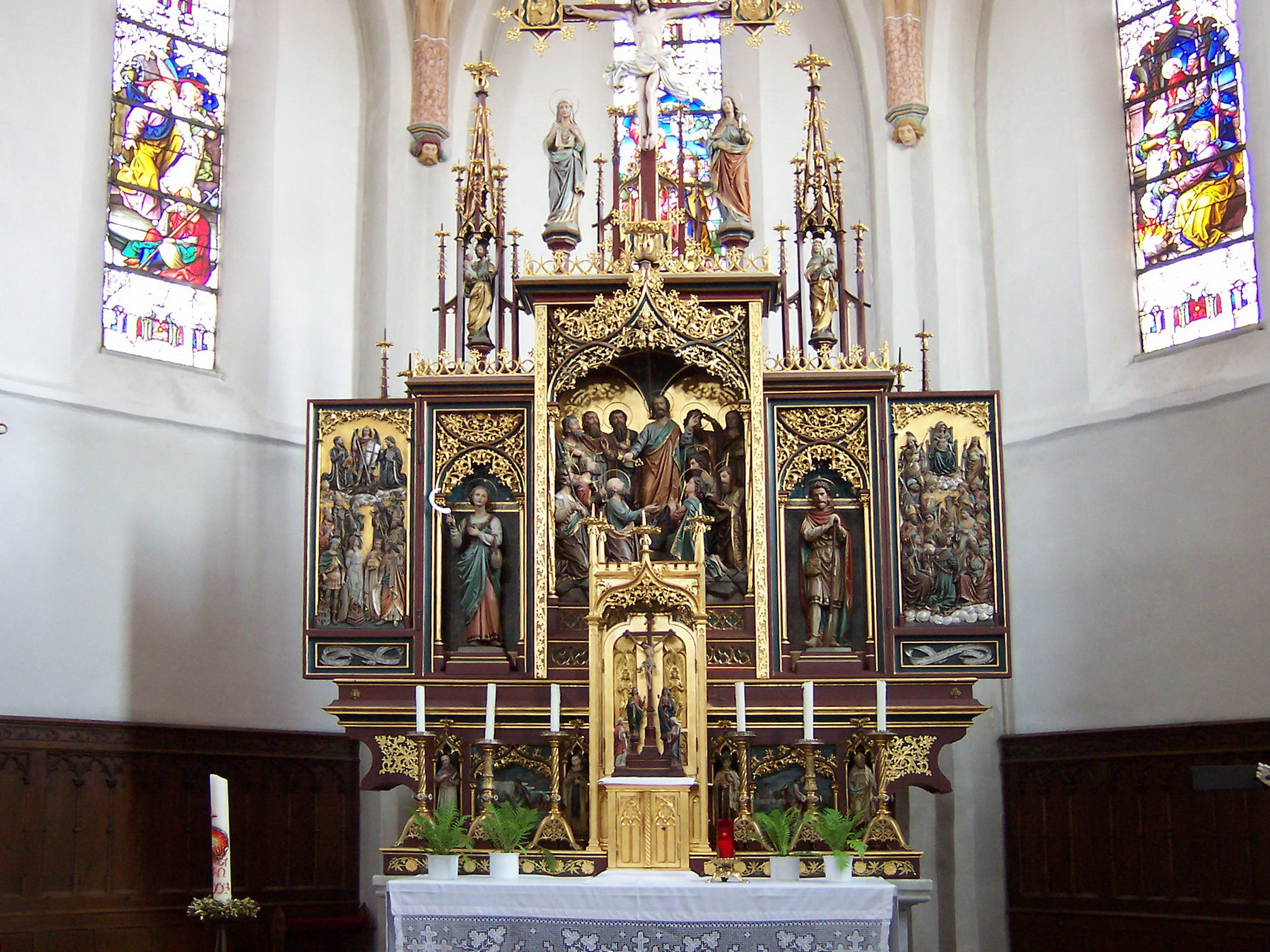
Hochaltar mit Darstellung der Schlüsselübergabe an Petrus

Die Altäre und die übrige Kirchenausstattung stammen größtenteils aus der Zeit der Neugotik im 19. Jahrhundert. Am Hochaltar ist eine reliefartige Figurengruppe der Schlüsselübergabe an den Kirchenpatron Petrus zu sehen. Die Seitenaltäre sind unter Einbeziehung von Schnitzarbeiten und Tafelbildern aus der Zeit um 1515 ausgeführt. Dabei handelt es sich wohl um die Reste eines Marien- und eines Katharinenaltars aus der Wallfahrtskirche St. Wolfgang bei Essenbach. Die Arbeiten stammen aus dem Umfeld des Meisters Hans Wertinger aus Landshut. Die neugotische Kanzel enthält am polygonalen Korpus Halbreliefs von Jesus Christus und den vier Evangelisten.
Eine lebensgroße Figur des heiligen Petrus stammt aus dem Jahr 1466. Reste von Wandgemälden aus der zweiten Hälfte des 16. Jahrhunderts sind erhalten geblieben. Unter der Empore befindet sich beispielsweise eine Darstellung des Jüngsten Gerichtes aus der Zeit um 1580. Die barocken Stuhlwangen mit Akanthusschnitzereien stammen aus der Zeit um 1700. Das älteste Stück der Kirchenausstattung dürfte wohl der spätromanische Taufstein sein, der als Muschelbecken ausgeführt ist. Früher war er in einer engen Nische neben dem linken Seitenaltar untergebracht, seit der Innenrenovierung 2013 steht er leicht nach rechts versetzt vor der Altarstufe. In der Nische ist die Figurengruppe zu sehen, die vor der Renovierung den Deckel des Taufsteins bekrönte: eine Darstellung der Taufe Jesu im Jordan durch Johannes den Täufer.

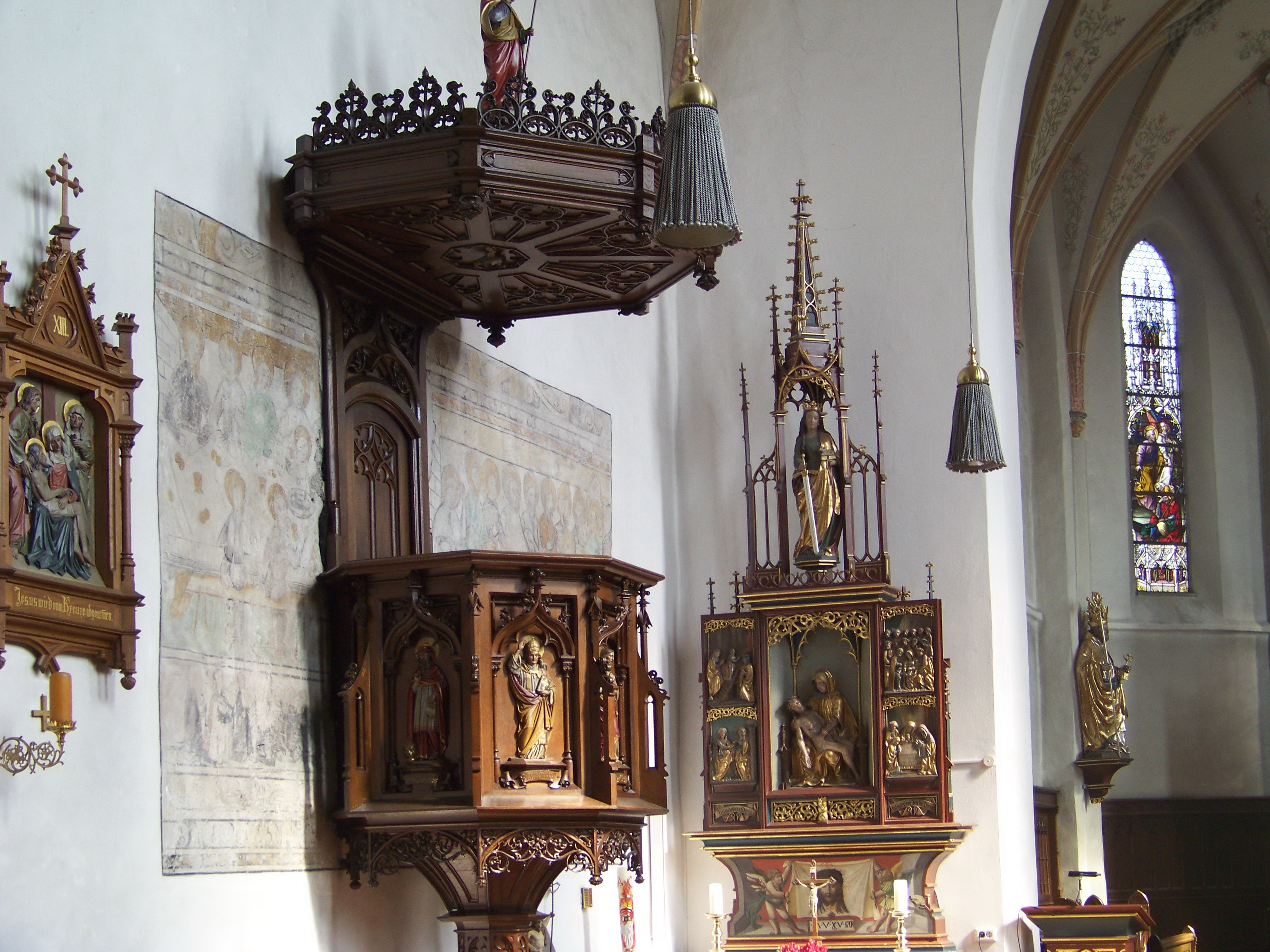
Linker Seitenaltar
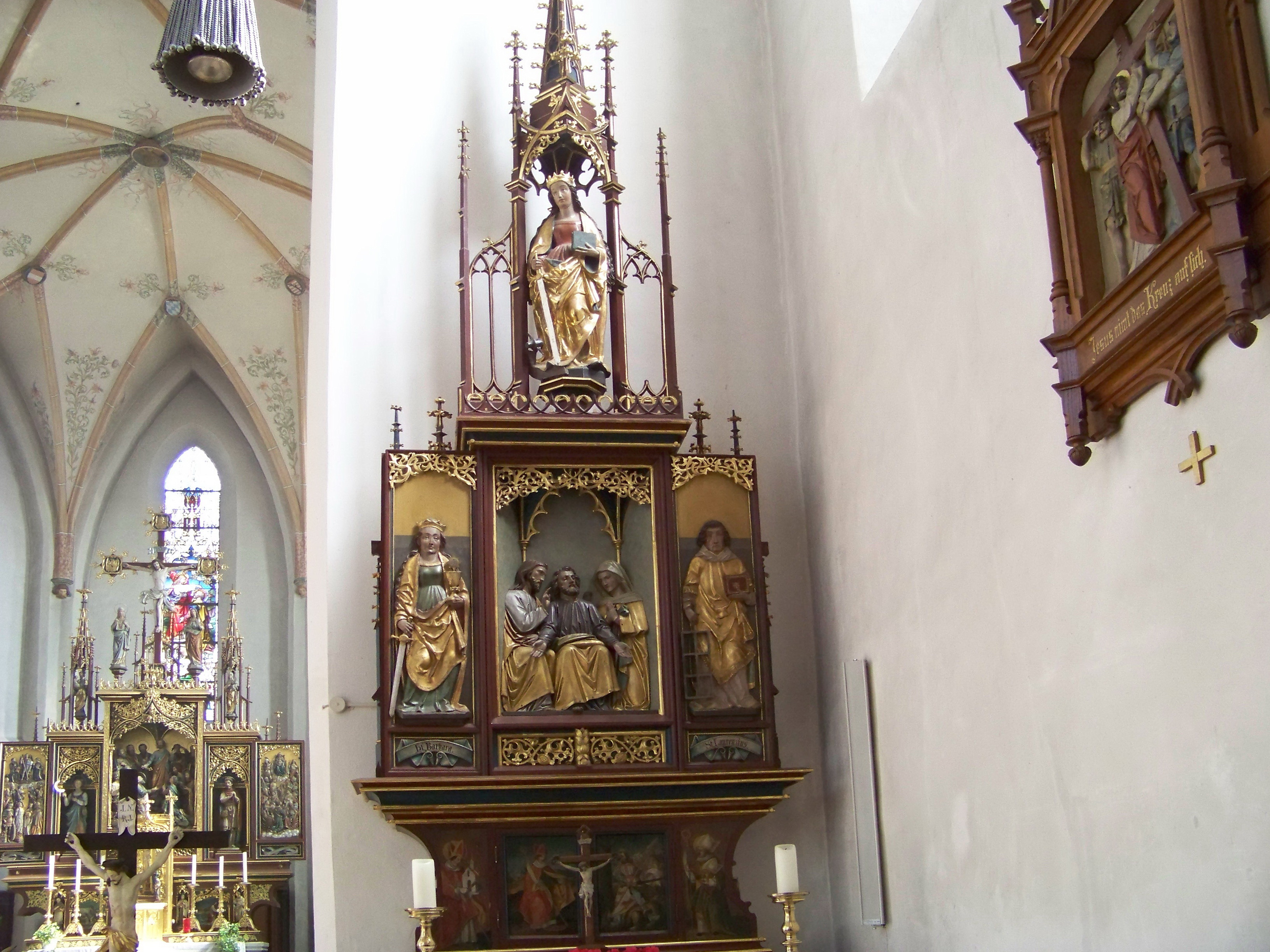
Rechter Seitenaltar
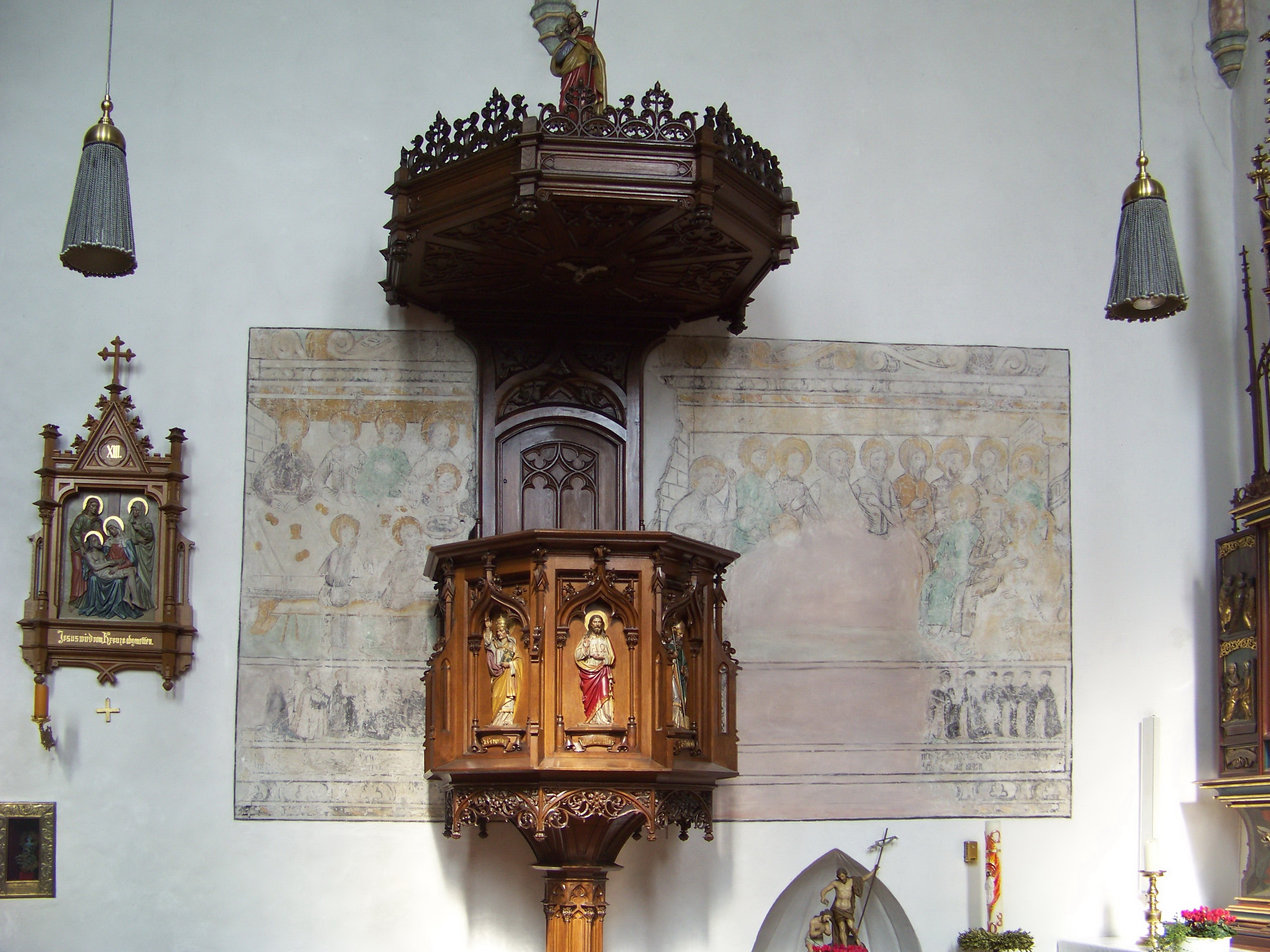
Neugotische Kanzel mit Halbreliefs von Christus und den Evangelisten
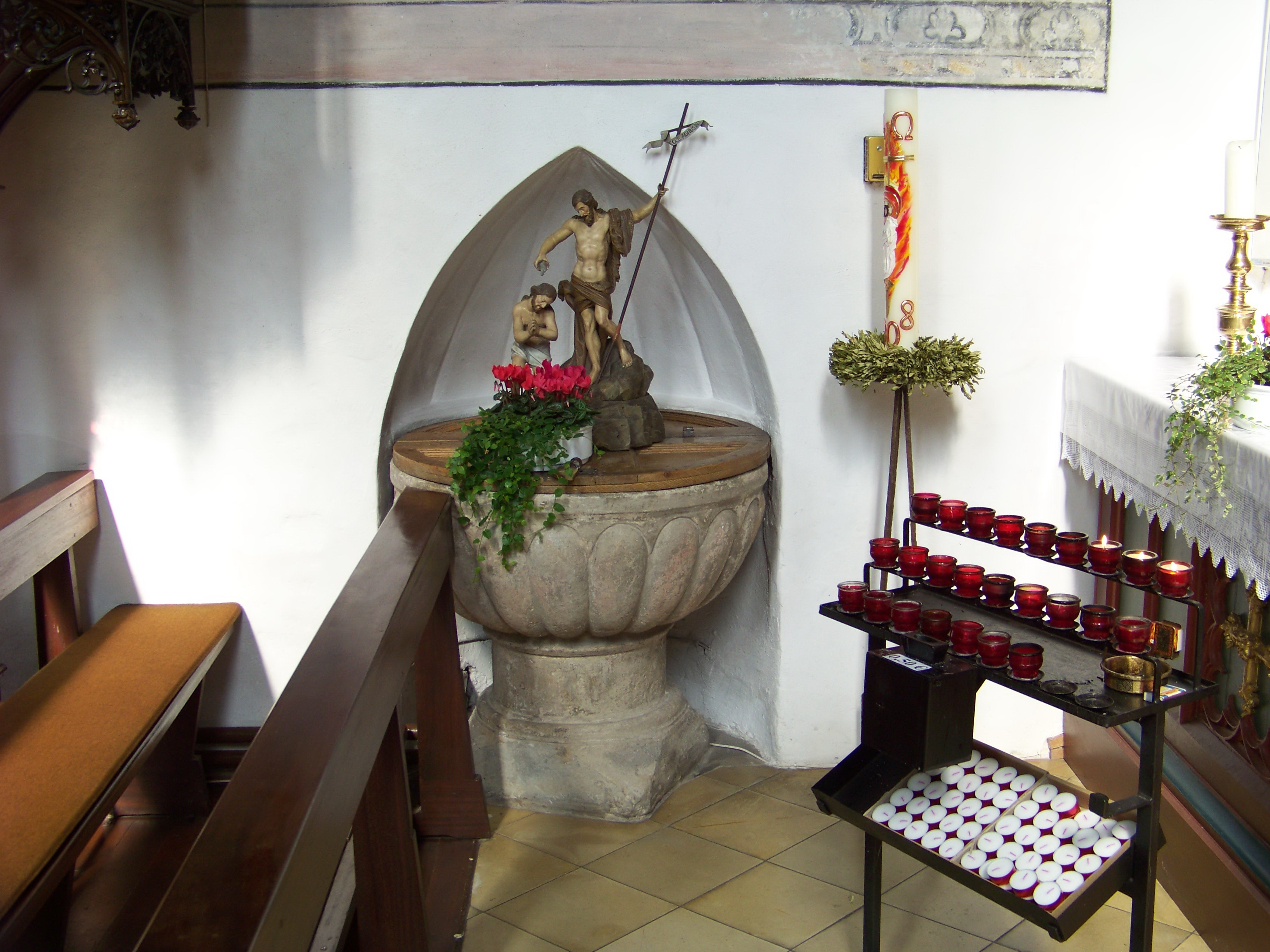
Spätromanischer Taufstein
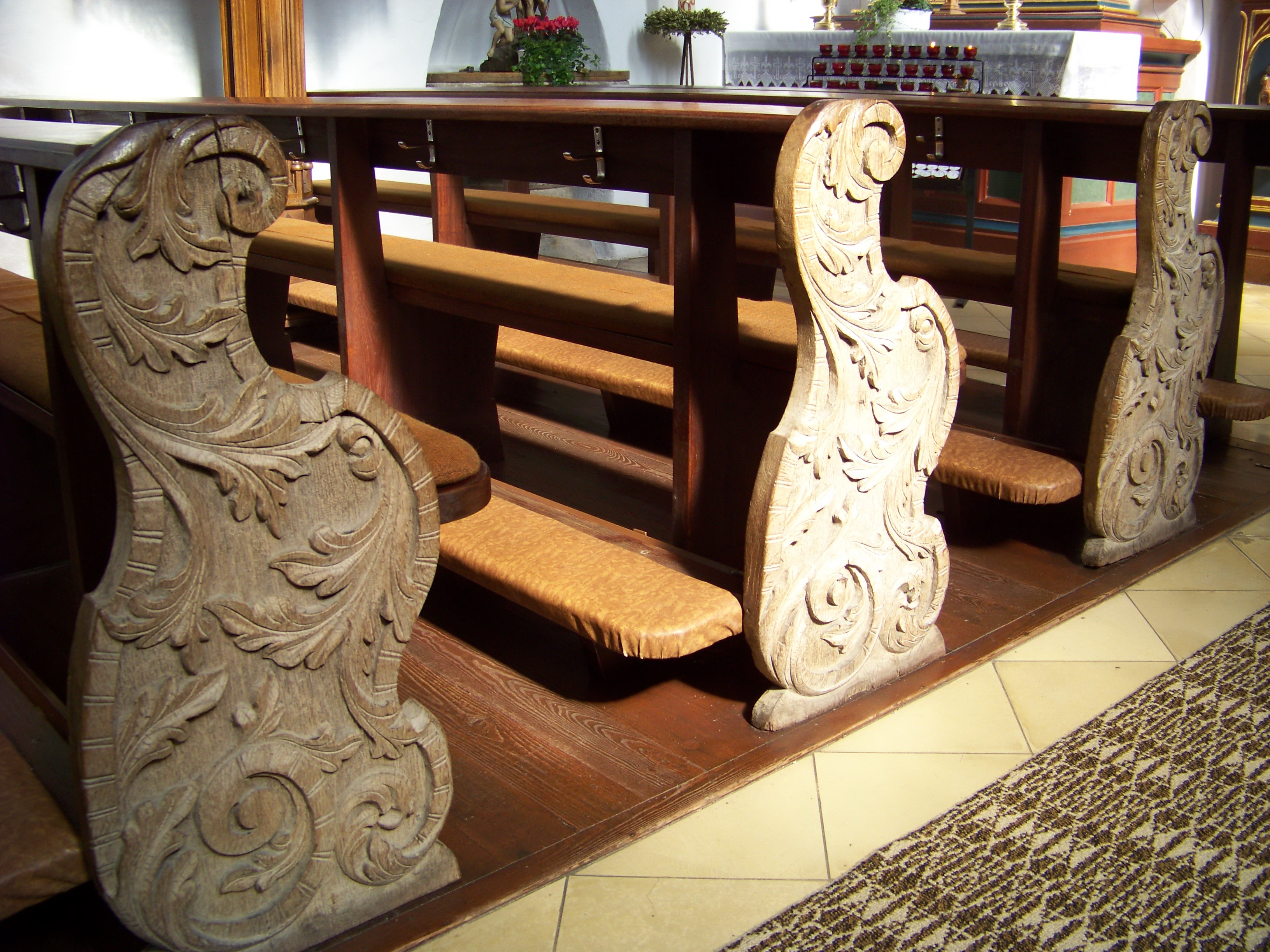
Barocke Stuhlwangen (um 1700)
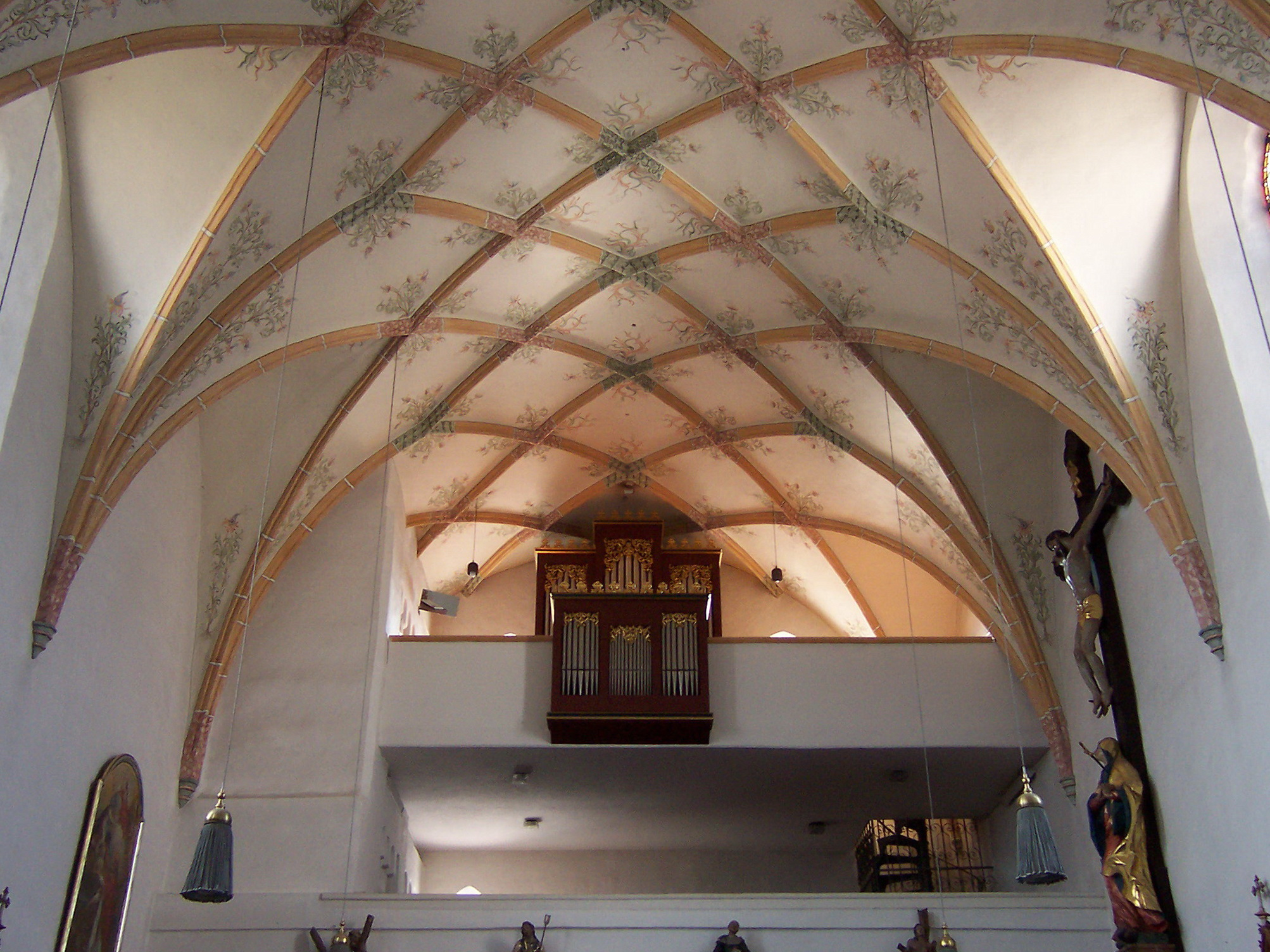
Orgelempore

### Orgel
Im Jahr 1921 hatte Ludwig Edenhofer junior aus Deggendorf eine Orgel mit 10 Registern auf zwei Manualen und Pedal gebaut. 1985 wurde sie durch einen Neubau von Günter Ismayr mit 14 Registern, Schleifladen und mechanischer Spieltraktur ersetzt. Die Disposition lautet seitdem:

| I Hauptwerk C–g3 |       |
| Prinzipal        | 8'    |
| Alemanda         | 8′ *  |
| Oktave           | 4′    |
| Salicet          | 4′ *  |
| Waldflöte        | 2′ *  |
| Mixtur IV        | 1 ⁄3′ |

| II Rückpositiv C–g3 |       |
| Holzgedeckt         | 8′    |
| Rohrflöte           | 4′    |
| Prinzipal           | 2′    |
| Sesquialter II      | 2 ⁄3′ |
| Scharfzimbel III    | 1⁄2′  |

| Pedal C–f1    |       |
| Subbass       | 16′   |
| Violon        | 8′    |
| Choralbass II | 4′+2′ |

- Koppeln: II/I, I/P, II/P
- Bemerkungen: Drei Register im Hauptwerk sind schwellbar (mit * gekennzeichnet).